# Serchhip (district)
Serchhip is een district van de Indiase staat Mizoram. Het district telt 64.937  inwoners (2011) en heeft een oppervlakte van 1424 km².

## Bevolking
Volgens de volkstelling van 2011 telt Serchipp 64.937 inwoners, een toename van 20,56 procent ten opzichte van 53.861 inwoners in 2001. De urbanisatiegraad bedraagt 49,31 procent. 
De  geletterdheid bedraagt 97,91 procent van de bevolking: 98,28 procent voor mannen en 97,53 procent voor vrouwen. 

#### Religie
Nagenoeg alle inwoners zijn christelijk (97,70 procent). Ongeveer 1,53 procent is hindoeïstisch en 0,53 procent is islamitisch. 
Aizawl · Champhai · Hnahthial · Khawzawl · Kolasib · Lawngtlai · Lunglei · Mamit · Saiha · Saitual · Serchhip